# Il Vernacoliere
Il Vernacoliere est journal satirique mensuel italien créé en 1982 et dont le siège se trouve à Livourne, en Toscane.

## Historique
Il Vernacoliere a pour prédécesseur Livornocronaca, publié de manière hebdomadaire de 1961 à 1969, puis deux fois par mois de 1969 à 1972, et enfin mensuellement avec pour sous-titre Il Vernacoliere. En 1982, le titre Livornocronaca est définitivement abandonné au profit de l'actuel. Le journal se caractérise par l'absence de publicité et par l'utilisation courante du dialecte de Livourne, sa ville d'édition, en complément de l'italien. Ses articles relèvent de la satire politique et sociale, avec un ton irrévérencieux et populaire, voire vulgaire.
Le fondateur et actuel directeur d'Il Vernacoliere est Mario Cardinali. Le titre compte parmi ses contributeurs notables Federico Maria Sardelli, Daniele Caluri, Max Greggio, Marco Citi, Ettore Borzacchini et Andrea Camerini.
Le titre est considéré comme l'un des journaux italiens au ton le plus libre.